# عماد محرم
عماد محرم (8 يونيو 1951 - 25 يونيو 2025) ممثل ومنتج مصري، كانت بداية مسيرته الفنية في سبعينيات القرن العشرين حيث شارك في العديد في الأفلام منها (رحلة لذيذة)، تنوعت بعدها أعماله في السينما والتلفزيون والتي من أبرزها: العفاريت، الباطنية، أقوى الرجال ، على باب الوزير ، مين فينا الحرامي.

## أعمال

### مسلسلات
| - عوالم خفية:2018-صلاح ضاحي - شطرنج (ج3):2016-سليم البستاني - ضيف شرف - راس الغول:2016-فريد - ضيف شرف - أهل الهوى:2013 | - فرح العمدة:2012 - الدالي (ج3):2011 - متخافوش:2009-روبرتو - الباطنية:2009-وسوف تاجر المخدرات | - ليل الثعالب:2008 - الضابط والمجرم:1987 - بلاغ النائب العام:1986- ممدوح الدغيدي - بيار الملح:1967 |

### أفلام
| - غلط البنات:1994-الضابط إسماعيل أبو دينا عبد الله - أقوى الرجال:1993-صاحب الشقه ومعرض السيرات - هارب من التجنيد:1992 - الفلاحين أهم:1992 - مذبحة الشرفاء:1991 - المشاغبات في السجن:1991 - الصعلوك والهوانم:1991 - البريء والجلاد:1991-مصطفى محمد احمد فياض - خبطة العمر:1991 - استقالة جابر:1991 - مولد وصاحبه غايب:1990-النص | - صف عساكر:1990 - العفاريت:1990-شماندي - بلاغ للرأي العام:1990-المعلم بطاطا - الأهطل:1990 - حلقة الرعب:1990-برهان - 3 ساعات حرجة:1989-علاء - عريس في اليانصيب:1989-حسام - المشاغبات في خطر:1989-جعفر - جيران آخر زمن:1989 - طير في السما:1988 - اخترت حياتي:1988-محسن | - الفحامين:1987 - الكومندان:1986 - نأسف لهذا الخطأ:1986 - حكاية في كلمتين:1985-مدحت - النشالة والبيه:1985 - المشاغبون في الجيش:1984 - مين فينا الحرامي:1984-قدوره - العربجي:1983 - رحلة الشقاء والحب:1982 - الثأر:1982 | - وكالة البلح:1982-حبشي - على باب الوزير:1982-شيرده - مين يجنن مين؟:1981-هشام ابوالدهب - علاقة خطرة:1981 - الباطنية:1980-خليل - اللصوص:1980 - برج العذراء:1972-مدعو بحفل السهرة المنزلية - القتلة:1971-عماد رشاد - إعترافات إمرأة:1971-راقص في الحفلة النوبية - رحلة لذيذة:1971 |

## وفاته
توفي بعد صراع مع المرض في 25 يونيو 2025 عن أربعةٍ وسبعين سنة.

## روابط خارجية
- عماد محرم على موقع الدهليز
- عماد محرم على موقع قاعدة بيانات الأفلام العربية